# Bożenna Czarnecka
Bożenna Walentyna Czarnecka – polska biolog, profesor nauk biologicznych.

## Życiorys
W 1976 ukończyła studia biologiczne, w 1985 obroniła pracę doktorską, w 1995 habilitowała się na podstawie pracy zatytułowanej Biologia i ekologia izolowanych populacji Senecio rivularis (Waldst. et Kit.) DC. i Senecio umbrosus Waldst. et Kit.. W 2004 uzyskała tytuł profesora nauk biologicznych.
Została zatrudniona na Uniwersytecie Marii Curie-Skłodowskiej w Lublinie.
Była członkiem Komitetu Ekologii PAN i Komitetu Botaniki Polskiej Akademii Nauk.

## Odznaczenia
- Srebrny Krzyż Zasługi (2018)[4]